# Taviodes excisa
Taviodes excisa är en fjärilsart som beskrevs av George Francis Hampson 1926. Taviodes excisa ingår i släktet Taviodes och familjen nattflyn. Inga underarter finns listade i Catalogue of Life.